# A Girl Can Mack
A Girl Can Mack — второй студийный альбом американской R&B группы 3LW, выпущенный в 2002 году. Альбом был выпущен через несколько месяцев после того, как одна из участниц группы, Нэтьюри Нотон, заявила о своём уходе. Несмотря на это, в песнях альбома звучит её голос. A Girl Can Mack по продажам значительно уступил первому альбому группы, 3LW. Несмотря на хорошие отзывы, альбом стартовал на 15-м месте в чарте Billboard 200 и был продан лишь в количестве 176 000 экземпляров. В записи альбома принимали участие Loon, Lil Wayne и Lil’ Kim. Включает в себя два сингла: «I Do (Wanna Get Close To You)» и «Neva Get Enuf».

## Список композиций
| №   | Название                                            | Длительность |
| --- | --------------------------------------------------- | ------------ |
| 1.  | «I Do (Wanna Get Close To You)» (featuring Loon)    | 4:14         |
| 2.  | «Neva Get Enuf» (featuring Lil’ Wayne)              | 3:44         |
| 3.  | «I Need That (I Want That)» (featuring Lil’ Kim)    | 4:43         |
| 4.  | «Ain’t No Maybe»                                    | 4:22         |
| 5.  | «Ghetto Love & Heartbreak»                          | 4:07         |
| 6.  | «Good Good Girl»                                    | 3:42         |
| 7.  | «Put Em Up» (featuring Treach of Naughty By Nature) | 3:35         |
| 8.  | «This Goes Out»                                     | 4:01         |
| 9.  | «Leave Wit You (I Think I Wanna)»                   | 3:48         |
| 10. | «Crazy»                                             | 3:21         |
| 11. | «Funny»                                             | 4:48         |
| 12. | «One More Time»                                     | 3:37         |

| №   | Название            | Длительность |
| --- | ------------------- | ------------ |
| 13. | «Be Like That»      | 4:15         |
| 14. | «More Than Friends» | 3:34         |

| №   | Название       | Длительность |
| --- | -------------- | ------------ |
| 15. | «High Fashion» | 3:58         |

| №   | Название        | Длительность |
| --- | --------------- | ------------ |
| 15. | «Girl Can Mack» |              |

## Положение в чартах
| Год  | Название чарта | Наивысшая позиция в чарте | Источник |
| ---- | -------------- | ------------------------- | -------- |
| 2002 | Billboard 200  | 15                        | [ 3 ]    |
| 2002 | R&B Albums     | 12                        | [ 3 ]    |